# Hans-Joachim Göring
Hans-Joachim „Hansi“ Göring (* 27. Dezember 1923; † 11. April 2010) war ein deutscher Fußballspieler.

## Werdegang
Der gelernte Dekorateur spielte von 1949 bis 1951 bei der BSG Turbine Weimar (bis 1950: BSG KWU Weimar), mit der ihm 1950 der Aufstieg in die DDR-Oberliga gelang. In der Oberligasaison 1950/51 war Göring neben Manfred Schuster der einzige Weimarer Spieler, der in allen 34 Oberligaspielen zum Einsatz kam. Er erzielte zwei Tore. Die Mannschaft belegte am Saisonende den vorletzten Tabellenplatz und stieg sofort wieder ab; es blieb ihre einzige Saison in der Oberliga.
Nach 1951 spielte Göring noch neun Jahre lang Fußball in unterklassigen Mannschaften. Von 1961 bis 1966 absolvierte er ein Studium zum Trainer und Sportlehrer an der DHfK Leipzig. Er war 26 Jahre lang Sportlehrer an der Berufsschule des Kraftfahrzeugwerkes Erfurt.
Gleichzeitig war er zunächst Übungsleiter von Chemie Schwarza, danach von 1964 bis 1970 von Motor Gotha. Von 1975 bis 1981 war er Jugendleiter von Motor Gotha. Ab 1980 gehörte er als Vorsitzender der Kommission Ehrung/Auszeichnung dem Bezirksfußballausschuss Erfurt bzw. ab 1990 dem Thüringer Fußball-Verband an (bis 1994).